# Distrito electoral de Mirage (condado de Sheridan, Nebraska)
Mirage (en inglés: Mirage Precinct) es un distrito electoral ubicado en el condado de Sheridan en el estado estadounidense de Nebraska. En el Censo de 2010 tenía una población de 298 habitantes y una densidad poblacional de 0,54 personas por km².

## Geografía
Mirage se encuentra ubicado en las coordenadas 42°26′44″N 102°39′0″O / 42.44556, -102.65000. Según la Oficina del Censo de los Estados Unidos, Mirage tiene una superficie total de 548.5 km², de la cual 547.9 km² corresponden a tierra firme y (0.11%) 0.6 km² es agua.

## Demografía
Según el censo de 2010, había 298 personas residiendo en Mirage. La densidad de población era de 0,54 hab./km². De los 298 habitantes, Mirage estaba compuesto por el 96.31% blancos, el 0.34% eran afroamericanos, el 0% eran amerindios, el 0.34% eran asiáticos, el 0% eran isleños del Pacífico, el 1.34% eran de otras razas y el 1.68% pertenecían a dos o más razas. Del total de la población el 3.69% eran hispanos o latinos de cualquier raza.